# HD 75821
HD 75821，又名CD-46 4661，SAO 220561、HR 3527，是一颗船帆座的恒星，视星等为5.1，位于銀經266.25，銀緯-1.54，其B1900.0坐标为赤經8h 47m 9.8s，赤緯-46° -1.54′ 18″。